# Achalcus minor
Achalcus minor är en tvåvingeart som beskrevs av Octave Parent 1933. Achalcus minor ingår i släktet Achalcus och familjen styltflugor. Inga underarter finns listade i Catalogue of Life.